# アジアヘッドクオーター特区
アジアヘッドクォーター特区（アジアヘッドクォーターとっく）は、アジア地域における企業拠点の東京への集積を目指し、日本の東京都が特区（構造改革特別区域）を設けて推進する、外国企業誘致プロジェクト。

## 概要
東京は日本最大の都市であり、グローバル企業や多様な業種の企業が数多く集積し、ヒト、モノ、金融、市場、情報、インフラが揃っている。2010年には東京国際空港（羽田空港）の東京湾沖合滑走路と国際線ターミナル利用開始にともない、アジアをはじめとする諸都市とのアクセスも向上したことから、東京都はアジア地域の企業業務統括拠点（ヘッドクォーター）や研究開発拠点の、東京へのより一層の集積を目指す外国企業誘致プロジェクト「アジアヘッドクォーター特区」を立ち上げた。
都は2011年に日本政府に対して「国際戦略総合特別区域」の指定申請を行った。同年12月22日に指定を受け、都は2012年初頭より「東京都のアジアヘッドクォーター特区 外国企業の投資促進エリアの創設」パンフレットを作成し、プロジェクトの広報を始めている。2016年までに、アジア地域の業務統括拠点・研究開発拠点50社を含む、あらゆる業種の外国企業500社以上の誘致をめざしている。

## ビジョン
外国企業と国内企業（特にベンチャー企業や中小企業）がお互いを刺激しあい、新技術や新たなサービスを創造する魅力的なビジネス環境を整備することを目指している。

## 企業誘致戦略
一定の条件を満たした企業に対して、法人事業税等の地方税の最大限の免除と、アジアの業務統括拠点・研究開発拠点を設置する外国企業に対する、優遇税制を掲げている。都のパンフレットでは、現行の実効税率38.0%が、特区適用と東京都の独自の減税により28.9%になる例を紹介している。
外国企業に対しては、法人設立や起業、ビジネスのマッチングなど、特区における企業活動を英語が堪能なスタッフが、ワン・ストップで支援するサービスを提供。BCP（事業継続計画）を確保のための、耐震機能や自立型発電システムによる安定した電力供給機能、MICE機能などを備える高機能なオフィスビルを提供するビジネス環境整備や、また日本へ赴任するビジネスパーソンの家族に対しても、買い物や不動産、医療、教育の情報提供を行うと同時に、英語で学べる教育環境の整備も掲げている。
来日する外国人に対しては、日本への入国および再入国審査期間の短縮の規制緩和も予定している。

## 特区エリア
- 東京都心・臨海地域（1991ha）:東京駅周辺、新橋・汐留、六本木、お台場・有明・豊洲地域
- 品川駅・田町駅 周辺地域（220ha）:田町駅から品川駅にかけての地域
- 渋谷駅周辺地域（139ha）:渋谷駅周辺
- 新宿駅周辺地域（220ha）:新宿駅周辺
- 羽田空港跡地（53ha）:天空橋駅近隣
- 池袋駅周辺地域:池袋駅周辺